# مشعل بن سعود بن عبد العزيز آل سعود
الأمير مشعل بن سعود بن عبد العزيز آل سعود الابن الرابع عشر من أبناء سعود بن عبد العزيز آل سعود والدته هي الأميرة نورة بنت نهار المنديل العمري الخالدي. ولد في عام 1940 في الرياض، أكمل دراسته الثانوية في مدينة الرياض ثم ابتعث بعد ذلك للولايات المتحدة الأمريكية وبريطانيا وحصل على البكالوريوس في علوم الطيران من الولايات المتحدة ثم التحق بالأسراب الجوية المرابطة في المنطقة الجنوبية وعاد بعد ذلك للمنطقة الشرقية. كان أمير منطقة نجران سابقًا.

## أعماله
- نائب رئيس اللجنة العلمية في المركز الدولي للدراسات الدولية (نيومانزو) في إيطاليا والذي تأسس عام 1969.
- بدأت علاقة الأمير مشعل بن سعود بالمركز في عام 1983 بعد لقاء مع الأمين العام البروفيسور (دازي) الذي وجد لدى الأمير مشعل بن سعود بن عبد العزيز آل سعود حماسًا كبيرًا للتعاطف مع العرب وقضاياهم.
- منح في عام 1985 ميدالية الجمهورية الإيطالية من الرئيس الإيطالي وذلك تقديرًا لجهود سموه في تنمية وتعزيز العلاقات الإيطالية العربية.
- منح جائزة المركز الدولي للدراسات الدولية لجهود سموه في دعم أعمال المركز ونشاطاته.
- تعيينه أميرًا لمنطقة نجران في عهد الملك فهد بن عبد العزيز.
- بتاريخ 24 ذو القعدة 1417 هـ صدر الأمر الملكي بتعيينه أميرًا لمنطقة نجران.
- بتاريخ 7 ذو القعدة 1429 هـ صدر الأمر الملكي بإعفائه من منصبه بناءًا على طلبه.
- كان يعمل في نادي النصر رئيسًا لهيئة أعضاء الشرف،[4] وفي سبتمبر 2019 انضم لقائمة الأعضاء الذهبيين للنادي.

## أحداث نجران
وقعت في 21 أبريل 2000 في مدينة نجران جنوب السعودية، حيث حاصرت مجموعة من الطائفة الإسماعيلية مكان إقامة مشعل بن سعود بن عبد العزيز آل سعود، أمير منطقة نجران في فندق هوليداي إن، وأحرقت بعض السيارات وقتلت أحد رجال الأمن وأصابت ثلاثة آخرين.

## أسرته

### زوجاته
- الأميرة فوزية بنت محمد بن عبد الله القحطاني (مطلقة، توفيت يوم الجمعة 10 ذي القعدة 1435هـ الموافق 5 سبتمبر 2014م).[5] والدة الأمير فيصل.
- الأميرة العنود بنت بندر بن عبد العزيز آل سعود. والدة الأمير خالد.
- الأميرة سارة بنت فيصل بن تركي الأول بن عبد العزيز آل سعود. والدة الأمير فهد.
- الأميرة هالة بنت ناصر بن عساف العساف.[6]

### أبناؤه
- الأمير فيصل بن مشعل بن سعود بن عبد العزيز آل سعود (أمير منطقة القصيم). متزوج من الأميرة عبير بنت سلمان المنديل، والأميرة أمل بنت عبد الله آل مشرّف التميمي وله من الأبناء الأمير سعود (متزوج من الأميرة لولوة بنت سعد بن فهد بن محمد بن عبدالعزيز آل سعود[7])، الأميرة لمياء، الأميرة نجلاء (متزوجة من الأمير سعود بن بندر بن عبد العزيز آل سعود)، الأمير سلطان (متزوج من الأميرة بنية بنت عبدالعزيز بن بدر بن سعود بن عبدالعزيز آل سعود)، والأمير تركي.
- الأمير خالد بن مشعل بن سعود بن عبد العزيز آل سعود.[8] متزوج من الأميرة ريما بنت سعد آل سعود وله من الأبناء الأميرة العنود، الأميرة مشاعل، الأميرة لين، الأمير منصور، الأمير عبد العزيز، والأمير عبد الله. له كريمة متزوجة من الأمير مصعب بن أحمد بن عبد الله بن عبد الرحمن آل سعود.[9]

- الأميرة لمياء بنت مشعل بن سعود بن عبد العزيز آل سعود. متزوجة من الأمير أحمد بن سلمان بن عبد العزيز آل سعود.
- الأمير نواف بن مشعل بن سعود بن عبد العزيز آل سعود. متزوج من الأميرة عفراء بنت نايف بن عبد العزيز بن أحمد السديري وله من الأبناء الأميرة نورة، الأمير مشعل متزوج من الأميرة سارة بنت راكان بن مشهور اليعيش ، والأمير عبد العزيز.
- الأمير عبد العزيز بن مشعل بن سعود بن عبد العزيز آل سعود. متزوج من الأميرة لمياء بنت مقرن بن عبد العزيز آل سعود وله من الأبناء الأميرة نوف متزوجة من الأمير سلطان بن فيصل بن عبدالعزيز بن فهد بن فيصل بن فرحان ، الأمير سعود، الأميرة ريم، والأميرة هناء.
- الأمير فهد بن مشعل بن سعود بن عبد العزيز آل سعود (مواليد 12 سبتمبر 1969 في مدينة جدة، هو طيار ورجل أعمال ويشغل منصب رئيس جمعية الطيران بدول مجلس التعاون لدول الخليج العربية، ومؤسس جمعية الطيارين وملاك الطائرات السعودية SAOPA، من المهتمين بالطيران ويمتلك خبرة أصيلة في الطيران المدني وحاصل على رخص عديدة في قيادة الطائرات من كل من إدارة الطيران الفيدرالية الأمريكية FAA والهيئة العامة للطيران المدني السعودية GACA وقيادة الطائرات عالية الأداء من فرنسا). متزوج من الأميرة غادة بنت فهد الدامر وله من الأبناء الأميرة لين، الأميرة سارة، والأمير سلطان.